# Finsko-švedski znakovni jezik
Finsko-švedski znakovni jezik (FinSSL, suomenruotsalainen viittomakieli, finlandssvenskt teckenspråk; ISO 639-3: fss), jedan od dva znakovna jezika kojima se služe gluhe osobe Finske. Danas se njime služe tek starije osobe, koje su pohađale sada zatvorene švedske škole za gluhe. Broj korisnika ovog jezika iznosio je 150 (2001).

## Vanjske poveznice
- Ethnologue (14th)
- Ethnologue (15th)